# Kopalnia Bergthal
Kopalnia Bergthal – jedna z pierwszych kopalń węgla kamiennego na obszarze dzisiejszych Katowic, działająca od 1789 do 1823 roku. 20 grudnia 1788 roku nadanie górnicze od Wyższego Urzędu Górniczego we Wrocławiu (instytucja Królestwa Prus) uzyskał hrabia Felicjan Mieroszewski, właściciel ordynacji mysłowickiej. Pole Bergthal znajdowało się na terenie ówczesnych lasów mysłowickich (obecny Giszowiec, na wschód od Stawu Górnik).
Kopalnia posiadała tylko jeden płytki szyb górniczy, który początkowo obsługiwało dwóch rębaczy i dwóch szleprów. Pierwszy rok przyniósł wydobycie na poziomie 19 ton. Prace odbywały się sporadycznie. Główną tego przyczyną był brak infrastruktury drogowej umożliwiającej transport urobku oraz niewielkie zainteresowanie wśród okolicznych zakładów przemysłowych i mieszkańców. W 1823 roku właściciel wstrzymał wydobycie z powodu niskiej wydajności – ostatni rok pracy kopalni przyniósł 140 ton węgla.
13 lutego 1824 roku hrabia Stanisław Mieroszewski uzyskał nadanie pola Bergthal II na północ od pierwotnego. W 1896 roku oba pola włączono do nadania Reserve, które później weszło w skład kopalni Giesche (obecnie Wieczorek).